# Scala N

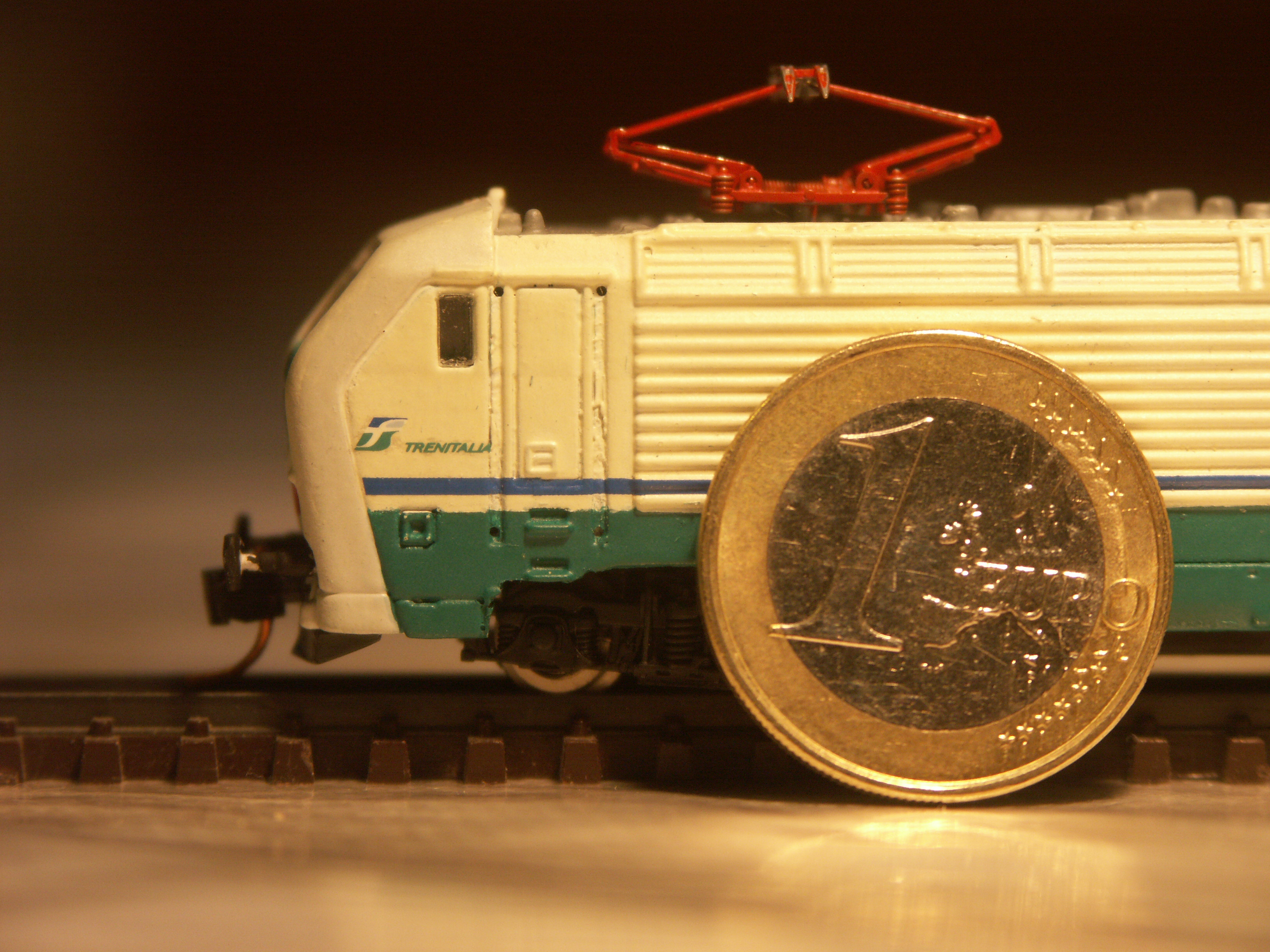
Modello in scala N di un locomotore FS E402B

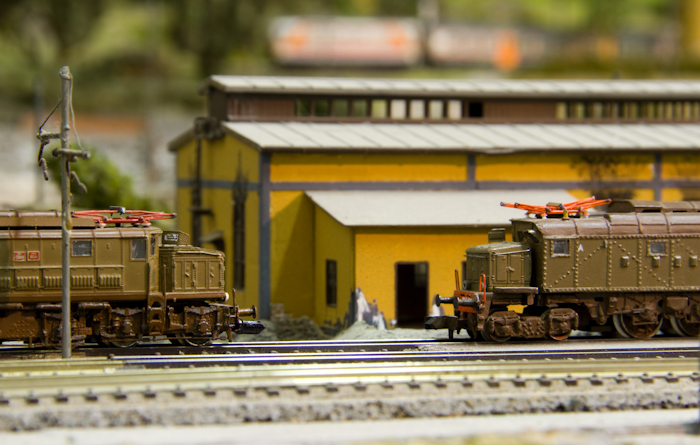
Scorcio di un plastico in scala N con le locomotive elettriche FS E.626 e FS E.428 artigianali

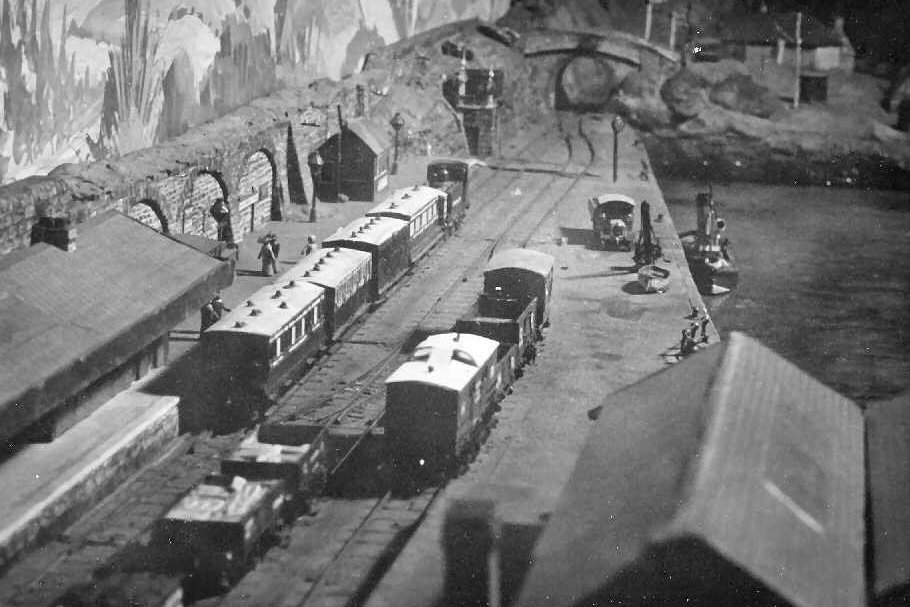
Sezione del tracciato ferroviario in 2 mm scala 2 (in scala 1:154) Inversnecky and Drambule Railway, costruito tra il 1946 e il 1953

La scala N è una scala di rappresentazione utilizzata nel modellismo ferroviario che ha un rapporto di riduzione 1:160 secondo le Norme Europee di Modellismo Ferroviario (NEM) e della National Model Railroad Association (NMRA). Lo scartamento standard è di 9 mm, da cui deriva il nome della scala, essendo N l'iniziale del numero "Nove" in varie lingue europee. Nella classificazione ufficiale delle scale modellistiche, la scala N, che corrisponde a circa metà della più nota e diffusa scala H0, si trova tra la scala Z (1:220, scartamento 6,5 mm) e la scala TT (1:120, scartamento 12 mm).

## Storia
La data nascita della Scala N viene solitamente fissata nel 1960, quando la casa produttrice tedesca Arnold presentò alla Fiera del giocattolo di Norimberga un modello di treno funzionante elettricamente con uno scartamento di 9 mm, e quasi simultaneamente alla Fiera del giocattolo a Brighton (British International Toy Fair in new Brighton Conference and Exhibition Centre), la ditta britannica Lone Star introdusse la sua gamma di trenini elettrici Treble-0-Lectric con lo stesso scartamento. In realtà i modelli Arnold erano in scala 1:200, e quelli Lone Star in scala 1:154. In precedenza (fin dal 1912) vi erano stati altri casi di modelli di treni con scartamento a 9 mm, ma in nessun caso la produzione aveva raggiunto il livello industriale. Nel 1962 Arnold modificò la scala in 1:160. Nel 1964, mentre Lone Star cessava la produzione di modelli elettrici, la scala N fu ufficialmente normata ed iniziarono a comparire sul mercato altri produttori (Trix, Piko). In Italia la produzione industriale in scala N iniziò negli anni successivi con Lima (1966) e Rivarossi (1969). La produzione del settore fiorì fino al termine degli anni ottanta quando l'intero settore fermodellistico iniziò ad attraversare una crisi che causò il fallimento di buona parte dei produttori e generò un processo di aggregazione che all'inizio degli anni 2000 portò il controllo dei marchi storici nelle mani di poche holding internazionali.
Anche negli anni più fiorenti, la produzione industriale di mezzi ferroviari italiani fu limitata a pochi modelli. A questo supplì la fioritura di molti piccoli artigiani che produssero un'ampia gamma di rotabili italiani di tutte le epoche ferroviarie. Anche per favorire tale processo, molti modellisti interessati a questa scala si unirono nel 1995 nell'Associazione Amici della Scala N.
Dal 2000 al 2008 presso la stazione Leopolda di Firenze ebbe sede il Museo della Scala N, successivamente rimosso a causa di lavori di ristrutturazione del complesso ferroviario. Dal 2010 il plastico è stato in parte trasferito al Museo Ferroviario di Signa.

## Scartamenti

### Europa continentale
La Norma Europea di Modellismo Ferroviario NEM 010 definisce per la scala N 1:160 i seguenti scartamenti:
| Scala   | Denominazione                  | Scartamento modello | Scartamento reale corrispondente | Note                      |
| ------- | ------------------------------ | ------------------- | -------------------------------- | ------------------------- |
| N       | scartamento normale            | 9 mm                | 1435 mm                          | da 1250 mm fino a 1700 mm |
| Nm      | scartamento metrico            | 6,5 mm              | 1000 mm                          | da 850 mm fino a 1250 mm  |
| Ne      | scartamento ridotto submetrico | 4,5 mm              | 750 mm, 760 mm e 800 mm          | da 650 mm fino a 850 mm   |
| Ni (Nf) |                                | 3,75mm              |                                  | da 400m fino a 650mm      |

### America del Nord
Per la scala N 1:160 (1,91 mm per piede) nelle norme della National Model Railroad Association (NMRA) sono definiti i seguenti scartamenti:
| Scala | Denominazione       | Scartamento modello | Scartamento reale corrispondente | Note    |
| ----- | ------------------- | ------------------- | -------------------------------- | ------- |
| N     | scartamento normale | da 8,97 a 9,32 mm   | 4 Piedi 8½ Pollici               | 1435 mm |
| Nn3   | Scartamento ridotto | da 6,5 a 6.6 mm     | 3 Piedi                          | 914 mm  |
| Nn2   | Scartamento ridotto | da 4,5 a 4,8 mm     | 2 Piedi                          | 762 mm  |

### Altri paesi
Nel Regno Unito la scala N è associata, per i modelli commerciali, ad un rapporto modello:reale pari a 1:148. È anche diffusa una variante nota come "2 mm scale" ovvero "2 mm to the foot" che corrisponde ad un rapporto di riduzione 1:152 (la scala N nordamericana è invece "1.91 mm to the foot").
In Giappone la scala N è associata ad un rapporto modello:reale pari a 1:150 perché lo scartamento ferroviario di 1067 mm viene fatto corrispondere ai 9 mm del binario in scala (anche se nominalmente questo detterebbe una scala 1:119). Fanno eccezione gli Shinkansen (termine che letteralmente significa "nuovo binario ferroviario") che nella realtà si adeguano allo scartamento internazionale di 1435 mm, e pertanto riprodotti su un binario in scala di 9 mm corrispondono alla scala N standard 1:160.

## Convenzioni
Oltre al rapporto di riduzione e allo scartamento, le norme definiscono altre caratteristiche tecniche.
Le motrici in scala N sono azionate da motori a corrente continua a 12 Volt, con captazione di corrente dai binari o, in alternativa, da un binario e dalla linea aerea tramite pantografo. Tradizionalmente la velocità del treno è determinata dal voltaggio applicato, e la direzione di marcia dalla polarità delle rotaie. A partire dalla fine del ventesimo secolo sono stati introdotti sistemi di controllo della velocità basata su corrente a impulsi e a voltaggio fisso (12 Volt): in questo caso la velocità è determinata dalla frequenza degli impulsi. Questo tipo di controllo è completamente compatibile con le motrici tradizionali, permette un miglior controllo alle velocità basse e può consentire di simulare una certa inerzia del mezzo che si traduce in un movimento più realistico. 
Parallelamente sono stati introdotti sistemi di controllo digitale: in questi casi l'alimentazione avviene in corrente alternata a 20 V con captazione dalle rotaie. Le motrici sono dotate di decoder e controllo di velocità e direzione (oltre che di funzioni ausiliarie quali ad esempio luci e suoni) sono determinati numericamente da una centralina, che può eventualmente essere pilotata da un computer. Le più recenti versioni di decoder permettono l'uso sia del controllo digitale che di quello analogico. Inizialmente ogni produttore aveva il proprio sistema digitale, generalmente incompatibile con quello dei concorrenti. Successivamente vi è stata una convergenza verso il sistema standard denominato Digital Command Control (DCC).
La tipologia dei ganci di trazione tra vetture è definita da uno standard che prevede l'uso degli accoppiatori denominati "Rapido" introdotti da Arnold. Tuttavia nel corso degli anni sono stati introdotti da vari produttori accoppiamenti alternativi (ed incompatibili tra loro) al fine di diminuire la distanza tra le vetture, facilitare un agganciamento più "morbido" e soprattutto permettere una più flessibile movimentazione delle vetture in fase di manovra (pre-sganciamento).
Ulteriori standard definiscono raggi minimi di curva, distanze tra i binari, profilo e giunti delle rotaie, sagome limite delle vetture, profilo delle gallerie ecc.